# Oz (Isère)
Oz település Franciaországban, Isère megyében. Lakosainak száma 214 fő (2022. január 1.). Itt található a Oz-en-Oisans síközpont, ami az Alpe d’Huez síparadicsom része.

## Galéria

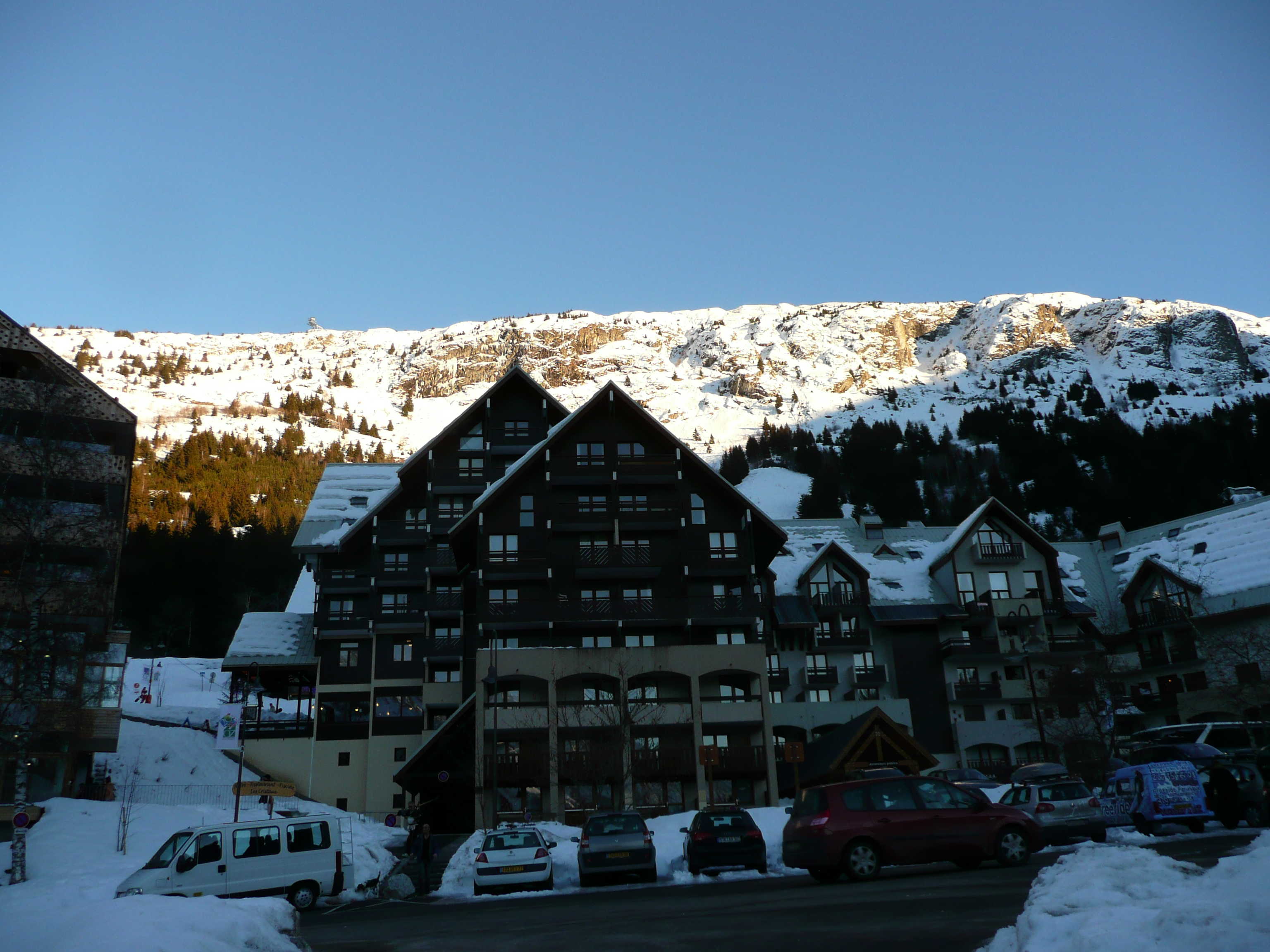
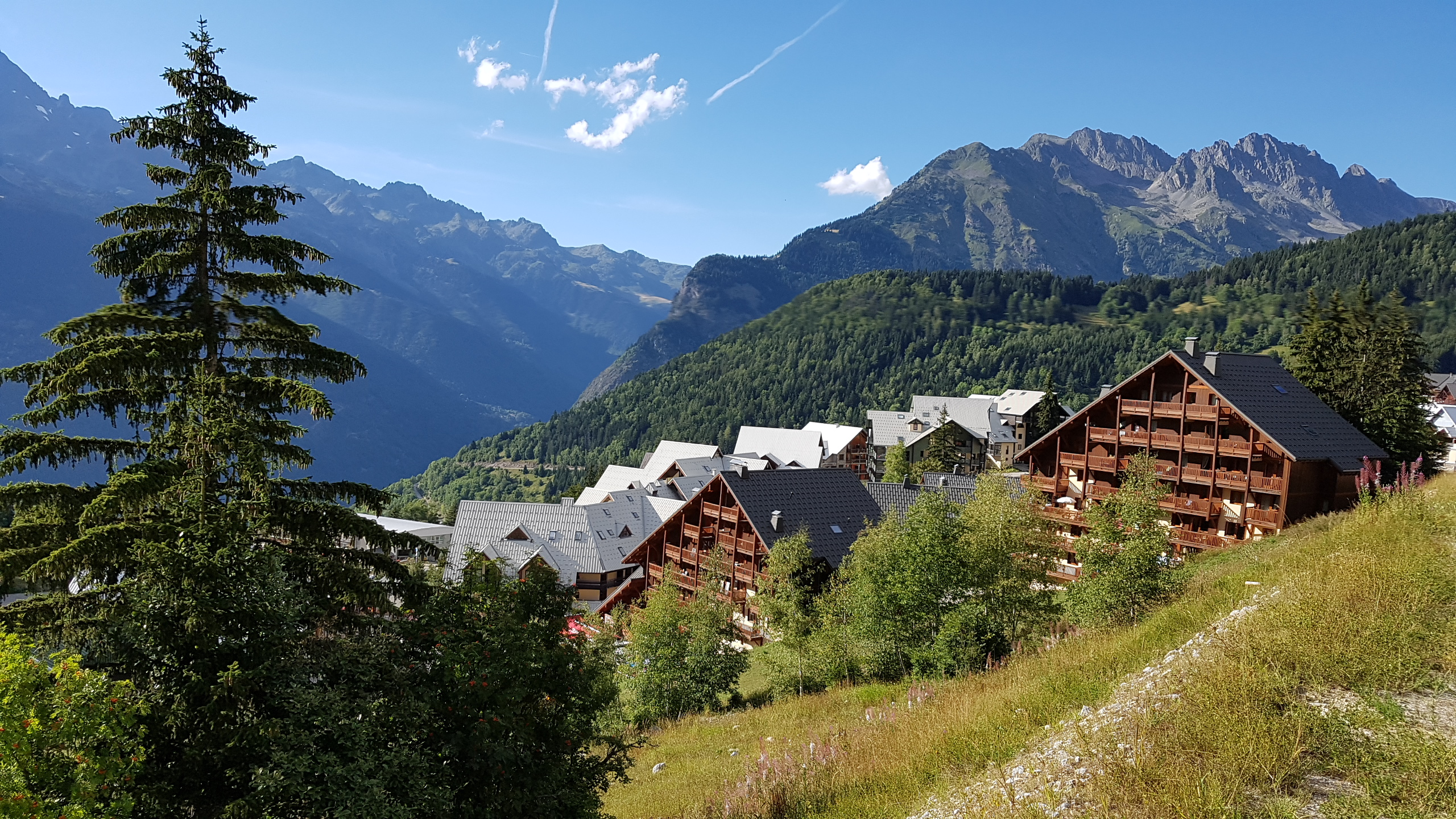

## Elhelyezkedése
Oz Vaujany, Villard-Reculas, Allemond, Le Bourg-d’Oisans, Le Freney-d’Oisans, La Garde és Huez községekkel határos.

## Népesség
A település népességének változása:
| Lakosok száma | 139  | 127  | 136  | 197  | 239  | 246  | 235  | 213  | 213  | 214  |
|               | 1968 | 1982 | 1990 | 2006 | 2013 | 2015 | 2017 | 2019 | 2020 | 2022 |